# Suncoast
Suncoast is een Amerikaanse coming-of-agefilm uit 2024, geschreven en geregisseerd door Laura Chinn in haar speelfilmdebuut, met in de hoofdrollen Laura Linney, Nico Parker en Woody Harrelson.

## Verhaal
De film speelt zich af in 2005 in Saint Petersburg, Florida, en volgt de tiener Doris (Nico Parker) die bij haar overbezorgde moeder (Laura Linney) woont en haar broer moet meenemen naar een gespecialiseerde instelling. Daar sluit ze een onwaarschijnlijke vriendschap met de excentrieke activist Paul (Woody Harrelson), te midden van protesten rond controversiële medische zaken.

## Rolverdeling
| Acteur          | Personage |
| --------------- | --------- |
| Laura Linney    | Kristine  |
| Nico Parker     | Doris     |
| Woody Harrelson | Paul      |
| Ella Anderson   | Brittany  |
| Daniella Taylor | Laci      |

## Productie
Het scenario van de film, geschreven door Chinn en gebaseerd op haar levenservaringen uit het begin van de jaren 2000, werd opgenomen in de Black List van 2020, een jaarlijks overzicht van de "meest geliefde" filmscenario's die nog niet werden geproduceerd.

## Release en ontvangst
Suncoast ging op 21 januari 2024 in première op het Sundance Film Festival in de U.S. Dramatic Competition waar Nico Parker de U.S. Dramatic Special Jury Award for Breakthrough Performance won. De film kreeg overwegend positieve kritieken van de filmcritici, met een score van 75% op Rotten Tomatoes, gebaseerd op 72 beoordelingen. De film wordt vanaf 9 februari gestreamd op Hulu voor de Verenigde Staten en op Disney+ voor Europa.

## Prijzen en nominaties
De belangrijkste:
| Jaar | Prijs                  | Categorie                                                     | Genomineerde(n) | Uitslag  |
| ---- | ---------------------- | ------------------------------------------------------------- | --------------- | -------- |
| 2024 | Sundance Film Festival | U.S. Dramatic Special Jury Award for Breakthrough Performance | Nico Parker     | Gewonnen |